# Drumul european E712
Drumul european 712 leagă Geneva din Elveția de Marsilia din Franța.

## Traseu
| Elveția |                                       |                 |                              |
|         | Traseu                                |                 | Intersecții Drumuri Europene |
| RD1201  | Geneva - Saint-Julien-en-Genevois     | Geneva          | E25                          |
| Franța  |                                       |                 |                              |
| A40     | Saint-Julien-en-Genevois - Scientrier | Scientrier      | E21 E62                      |
| A410    | Scientrier - Villy-le-Pelloux         |                 |                              |
| A41     | Villy-le-Pelloux - Meylan             | Chambéry        | E70                          |
| RN87    | Meylan - Le Pont-de-Claix             | Grenoble        | E711 E713                    |
| A51     | Le Pont-de-Claix - Marsilia           | Aix-en-Provence | E80                          |
| A51     | Le Pont-de-Claix - Marsilia           | Marsilia        | E714                         |